# 窄螳属
窄螳属（学名：Stenomantis）是矮螳科的一属。

## 下属物种
本属包括以下物种：
- 新几内亚窄螳 Stenomantis novaeguineae de Haan, 1842